# Echte gisten
De echte gisten (Saccharomycotina, synoniem:Hemiascomycotina (Brefeldt, 1891)) (oude naam: Hemiascomycetes) vormen een onderstam van de ascomyceten. Tot de echte gisten behoren bijna alle gisten waaronder biergist.

## Kenmerken
Echte gisten zijn meestal eencellig. Er komen echter ook pseudohyfen en echte hyfen voor. De hyfen hebben septa met meerdere poren. De celwand bestaat hoofdzakelijk uit β-glucaan. Chitine wordt alleen bij de littekens van de knoppen gevormd. Bij de geslachtelijke voortplanting worden asci gevormd. In de asci worden een tot vele ascosporen gevormd. De asci kunnen door losse cellen gevormd worden of ze worden op ascoforen gevormd.
De ongeslachtelijke voortplanting vindt plaats door knopvorming, conidiën of arthroconidiën.

## Taxonomie
De echte gisten zijn monofyletisch.
Tot de echte gisten behoort de klasse Saccharomycetes met de orde en families:
- Klasse: Saccharomycetes
  - Orde: Saccharomycetales = Endomycetales
    - Familie: Ascoideaceae
    - Familie: Cephaloascaceae
    - Familie: Dipodascaceae
    - Familie: Endomycetaceae
    - Familie: Eremotheciaceae
    - Familie: Lipomycetaceae
    - Familie: Metschnikowiaceae
    - Familie: Phaffomycetaceae
    - Familie: Saccharomycetaceae
    - Familie: Saccharomycodaceae
    - Familie: Saccharomycopsidaceae